# Porcellio normani
Porcellio normani là một loài chân đều trong họ Porcellionidae. Loài này được Dollfus miêu tả khoa học năm 1899.